# Ульмский университет
У́льмский университе́т (нем. Universität Ulm) — университет в Баден-Вюртемберге (Германия), основанный в 1967 году как Институт медицины и естествознания. Является открытым университетом, работающим со студентами со всего мира, предоставляя образование по нескольким специальностям на нескольких языках. Имеет сертификат UNIcert. По состоянию на 2011/2012 учебный год в университете обучается около 8 700 студентов.
Открытие университета в 1959 году инициировал Совет по науке Германии и министерство культуры, в планах которых было создание нового высшего учебного заведения медицинского профиля. Официально открытие состоялось 25 февраля 1967 года. Новому учебному заведению изначально было дано название Ульмский институт медицины и естествознания (нем. Medizinisch-Naturwissenschaftlichen Hochschule Ulm) но в том же году власти земли Баден-Вюртемберг дали институту статус университета. До 1990-х шло активное строительство дополнительных корпусов и расширение структуры университета. В 2007 году университет отпраздновал 40-летие. В том же году возникла идея назвать университет именем Альберта Эйнштейна, родившегося в городе Ульм. Но решение по этому вопросу принято не было.
Создание нового университета в земле, где уже имелись старинные и уважаемые образовательные учреждения, поначалу казалось безумной идеей, однако курс на инновационные технологии в преподавании, интернациональность и научные исследования нового формата позволили преодолеть этот недостаток. На сегодняшний день в Германии высоко ценятся специалисты в области электротехники и информатики — выпускники университета.
На сегодняшний день работают следующие факультеты:
- Факультет естественных наук;
- Факультет математики и экономических наук;
- Медицинский факультет;
- Факультет инженерных наук, информатики и психологии.

## Президенты Ульмского университета
- 2003 – 2015 Карл Иоахим Эбелинг[нем.]
- c 1 октября 2015 Michael Weber[нем.]*[3]